# سهوة (رخية)
'

تعديل مصدري - تعديل

سهوة هي إحدى قرى عزلة رخية بمديرية رخية التابعة لمحافظة حضرموت، بلغ تعداد سكانها 820 نسمة حسب تعداد اليمن لعام 2004.